# 아이굿뉴스
《아이굿뉴스(igoodnews)》는 1988년 2월 1일 창간한 기독교연합신문이 발행하고 있는 인터넷 신문이다.   
기독교연합신문은 교계신문 최초로 1999년 2월 1일 홈페이지 (http://www.ucn.co.kr)를 구축하고, 인터넷 서비스를 시작했고, 나아가 한 단계 업그레이드된 인터넷 신문으로 2005년 1월 1일 ‘아이굿뉴스’(www.igoodnews.net)를 론칭했다.   
교계 신문 최초로 인터넷 신문을 창간하면서 시대를 앞서 나가면서 종이신문은 기독교연합신문으로, 인터넷 신문은 ‘아이굿뉴스’로 각각 다른 제호를 사용하면서 투 트랙 미디어 선교를 펼쳐가고 있다.   
매주 오프라인 신문을 발간하면서 초교파 인터넷 뉴스 서비스를 시작한 곳은 기독교연합신문이 유일했다. 아이굿뉴스는 한국교회의 흐름과 각종 정보를 발빠르게 독자들에게 실시간 제공하고 있다. 
출처 : 아이굿뉴스(http://www.igoodnews.net)
- 아이굿뉴스 공식 홈페이지